# Raimund Wolfert
Raimund Wolfert (* 1963) ist ein deutscher Dozent, freier Autor und Herausgeber.

## Leben
Raimund Wolfert hat Skandinavistik, Linguistik und Bibliothekswissenschaft in Bonn, Oslo und Berlin studiert.
Er veröffentlicht insbesondere zu Themen des deutsch-skandinavischen Kulturaustausches, zur Geschichte der Homosexuellen von Island bis Breslau sowie zu (inter-)nationalen Emanzipationsbewegungen des 20. Jahrhunderts. Zudem hat er Ausstellungen kuratiert, so etwa zu der Internationalen Homophilen Welt-Organisation, IHWO (Berlin, 2002), dem dänischen Schriftsteller Herman Bang (Berlin, 2021 in Zusammenhang mit der Installation einer Berliner Gedenktafel sowie Berlin 2024 zu Herman Bang und seine „Fasaneninsel“ in der VHS Berlin-Schöneberg) und der Malerin und transgender Pionierin Toni Ebel (Berlin, 2022; Solingen, 2023). Seit 2015 ist er Redakteur der wissenschaftlichen Zeitschrift Mitteilungen der Magnus-Hirschfeld-Gesellschaft, und seit 2018 führt er webbasierte Projekte zu historischen Themen durch, so zu der Berliner Schriftstellerin Eva Siewert, der Malerin Toni Ebel und der tschechoslowakischen Zeitschrift „der sexuellen Minderheit“ Hlas. Raimund Wolfert hat auch mehrfach Initiativen zur Verlegung von Stolpersteinen ergriffen, zum Teil im Namen der Magnus-Hirschfeld-Gesellschaft, so etwa für Felix Abraham, Alice Carlé und ihre Angehörigen, Pepi Drucker, Karl Giese, Walter Mann, Recha Tobias (alle Berlin) und Ruth Maier (Oslo). Seit 2020 schreibt er ebenfalls für das Frankfurter Personenlexikon (online).

## Schriften (unvollständig)
- (Hrsg.): „Alles nur Kunst?“ Knut Hamsun zwischen Ästhetik und Politik. Berlin-Verlag Spitz, Berlin 1999, ISBN 3-87061-834-5 (= Wahlverwandtschaft – der Norden und Deutschland. Essays zu einer europäischen Begegnungsgeschichte, Band 2).
- Mit unruhigem Herzen in der Brust. Jens Bjørneboe und die mann–männliche Liebe. In: Wolfgang Popp, Marita Keilson–Lauritz, Dirk Link, Wolfram Setz (Hrsg.): Forum Homosexualität. [Band] 44. Siegen 2004, S. 93–109.
- Duplikaty w „stylu smoczym”. Duplikate im Drachenstil. Jelenia Góra-Cieplice 2009, ISBN 978-83-61719-44-1.
- „Gegen Einsamkeit und Einsiedelei“: die Geschichte der Internationalen Homophilen Welt-Organisation (IHWO) [anläßlich der Ausstellung Die Geschichte der Internationalen Homophilen Welt-Organisation, 2009]. Hrsg. in Zusammenarb. mit dem Schwulen Museum Berlin. Männerschwarm-Verlag, Hamburg 2009, ISBN 978-3-939542-73-5.
- Bernd-Ulrich Hergemöller (Hrsg.): Mann für Mann. Biographisches Lexikon zur Geschichte von Freundesliebe und mannmännlicher Sexualität im deutschen Sprachraum [Mitverfasser]. Lit, Berlin/Münster 2010, ISBN 978-3-643-10693-3.
- (Hrsg.): Alf: eine Skizze und ausgewählte Kurzprosa / Bruno Vogel (= Bibliothek rosa Winkel, Band 59). Männerschwarm Verlag, Hamburg 2011, ISBN 978-3-86300-059-2.
- (Hrsg.): Psychologische Selbstbekenntnisse / Pontus Wikner (= Reihe Bibliothek rosa Winkel, Band 62). Männerschwarm Verlag, Hamburg 2012, ISBN 978-3-86300-062-2.
- Nirgendwo daheim. Das bewegte Leben des Bruno Vogel. Leipziger Universitätsverlag, Leipzig 2012, ISBN 978-3-86583-635-9.
- Die Goldbergs: zwischen Friedenstempel, Lunapark und Haus der Modeindustrie (= Jüdische Miniaturen, Band 164). Herausgegeben vom Centrum Judaicum, Hentrich & Hentrich, Berlin 2015, ISBN 978-3-95565-088-9.
- Homosexuellenpolitik in der jungen Bundesrepublik: Kurt Hiller, Hans Giese und das Frankfurter Wissenschaftlich-humanitäre Komitee [WhK]. Wallstein, Göttingen 2015, ISBN 978-3-8353-1727-7 (= Schriftenreihe: hirschfeld-lectures, Band 8).
- „Flamme bin ich sicherlich“. Krzysztof Jung, Pionier der polnischen „Gay Art“ / A Flame. Krzysztof Jung, a Precursor of Polish Gay Art. In: Wojciech Karpiński, Mikołaj Nowak–Rogoziński (Hrsg.): Krzysztof Jung. Der männliche Akt | The Male Nude. Mit Beiträgen von Wolfgang Theis, Raimund Wolfert, Dorota Krawczyk-Janisch. Ausstellungskatalog (zweisprachig). Schwules Museum, Berlin 2019, ISBN 978-3-9812706-6-2, S. 23–35 (deutsch), 37–47 (englisch).
- Botho Laserstein. Anwalt und Publizist für ein neues Sexualstrafrecht. Verlag Hentrich & Hentrich, Leipzig 2020, ISBN 978-3-95565-382-8.
- Charlotte Charlaque. Transfrau, Laienschauspielerin, „Königin der Brooklyn Heights Promenade“. Verlag Hentrich & Hentrich, Leipzig 2021, ISBN 978-3-95565-475-7.
- Zusammen mit Oranna Dimmig und Claudia Schoppmann (Hrsg.): Damals wurde uns klar, dass Bleiben Lebensgefahr bedeutete. Eva Siewert und Alice Carlé, eine Liebe während der Shoah (Schriften der Gedenkstätte Deutscher Widerstand. Reihe B: Quellen und Zeugnisse, 14). Lukas Verlag, Berlin 2025.

## Ausstellungen
- Gegen Einsamkeit und „Einsiedelei“: Die Geschichte der Internationalen Homophilen Welt-Organisation (IHWO); Schwules Museum Berlin, 1. Oktober 2009 – 30. November 2011
- Herman Bang und seine „Fasaneninsel“ – ein Däne in Berlin. Wanderausstellung in Zusammenarbeit mit der Kgl. Dänischen Botschaft, Berlin; Technische Universität Berlin, Universitätsbibliothek, 30. November 2021 – 15. Januar 2022 [weitere Stationen u. a. Literaturhaus Berlin]
- [Zusammen mit Esra Paul Afken] Toni Ebel (1881–1961) – Malerin, eine Spurensuche; Sonntags-Club, Berlin, 25. September 2022 – 31. Januar 2023 [anschließend auch im Zentrum für verfolgte Künste, Solingen]

## Webbasierte Projekte
- [Zusammen mit Sigrid Grajek, Minette Dreier und Christine Olderdissen] In Erinnerung an Eva Siewert (1907–1994) (2018)
- [Zusammen mir Ralf Dose, im Rahmen der Magnus-Hirschfeld-Gesellschaft, e. V.] Obleute des WhK – Gesamtverzeichnis (2022)
- [Zusammen mit Esra Paul Afken] Toni Ebel (1881–1961) – Malerin, eine Spurensuche (2022)
- [Im Rahmen der Magnus-Hirschfeld-Gesellschaft, e. V.] Frauen um Magnus Hirschfeld (2023)
- [Zusammen mit Esra Paul Afken] Hlas – Queere tschechische Zeitschrift (1931–1938) (2023)